# HLTV
Die Abkürzung HLTV steht für Half-Life Television, ein Computerprogramm vom Spieleentwickler Valve. Es ermöglicht Zuschauern interaktiv dem Spielgeschehen beizuwohnen, ohne auf die Slots (Platz für Spieler) eines Servers zuzugreifen oder unmittelbar an dem Spielgeschehen mitwirken zu können. 

## Geschichte
Der HLTV-Server wurde 2001 von Valve für das Spiel Half-Life entwickelt. Besonders häufig werden HLTV-Server bei Spielen der Reihe Counter-Strike (1.6, Source, Global Offensive) benutzt, wobei alle Spiele auf Grundlage der Engines GoldSrc und Source unterstützt werden. Man kann während eines Spieles auf einem Server, live oder mit einer voreingestellten Verzögerung das Spielgeschehen verfolgen. Vollkommen unabhängig, welchem Spieler oder welchem Team man zusehen möchte. Dies ist gewissermaßen eine Live-TV-Übertragung für den Gameserver, wobei zur Übertragung meist Verzögerungen von 90 bis 120 Sekunden gewählt wurden, um eine indirekte Einflussnahme in das Spielgeschehen zu unterbinden.

## Website
Die Website HLTV.org informiert über Neuigkeiten in Counter-Strike 1.6, Global Offensive und Counter-Strike 2 und deren E-Sport-Szene. Sie hat sich zur führenden internationalen Seite für Counter-Strike-Berichterstattung entwickelt. Die Seite berichtet regelmäßig vor Ort über die aktuellen Veranstaltungen. Dabei werden zumeist Interviews mit Spielern oder wichtigen Verantwortlichen, sowie Eventfotos veröffentlicht. HLTV.org führt neben einem bis ins Jahr 2005 zurückreichendem Artikelarchiv mit über 15.000-Artikeln auch detaillierte Statistiken über Spieler, Teams, Matches, und Events. Aktuelle Spiele können über einen Live-Ticker verfolgt werden, wohingegen vergangene Partien über Aufzeichnungen von Streams oder per GOTV im Nachhinein angeschaut werden können. Über den eigenen YouTube-Channel werden regelmäßig Videos von den besten Spielzügen der Events hochgeladen. Zudem betreibt HLTV.org ein bedeutsames Internetforum, in welchem sämtliche Counter-Strike-Themen auf Englisch diskutiert werden können. HLTV.org wurde 2020 für 34,5 Millionen Euro vom dänischen Wettunternehmen Better Collective übernommen.